# Megascelus nigricornis
Megascelus nigricornis är en tvåvingeart som beskrevs av Philippi 1865. Megascelus nigricornis ingår i släktet Megascelus och familjen Mydidae. Inga underarter finns listade i Catalogue of Life.